# Football Club København 2012-2013
Questa voce raccoglie le informazioni riguardanti il Football Club København nelle competizioni ufficiali della stagione 2012-2013.

## Stagione
Il Copenaghen chiuse la stagione al 1º posto in classifica, vincendo così l'11º campionato della sua storia. L'avventura nella Coppa di Danimarca 2012-2013 si chiuse invece ai quarti di finale, con l'eliminazione per mano del Brøndby. Nella Champions League 2012-2013, invece, la formazione danese non andò oltre gli spareggi, in cui ebbe la meglio il Lilla. Il Copenaghen fu così ripescato nell'Europa League 2012-2013, finendo in un girone con Molde, Steaua Bucarest e Stoccarda, in cui riuscirono a qualificarsi queste ultime due squadre. I calciatori più utilizzato in campionato furono César Santin e Andreas Cornelius, entrambi a quota 32 presenze. Cornelius fu anche il miglior marcatore della squadra, con le sue 18 reti.

## Maglie e sponsor
Lo sponsor tecnico per la stagione 2012-2013 fu Adidas, mentre lo sponsor ufficiale fu Carlsberg. La divisa casalinga era completamente bianca, con inserti blu. Quella da trasferta era invece totalmente nera, con inserti bianchi.
| Casa | Trasferta |

## Rosa
| N. |                      | Ruolo | Calciatore          |
| -- | -------------------- | ----- | ------------------- |
| 1  | Danimarca (bandiera) | P     | Kim Christensen     |
| 2  | Danimarca (bandiera) | D     | Lars Jacobsen       |
| 3  | Svezia (bandiera)    | D     | Pierre Bengtsson    |
| 4  | Danimarca (bandiera) | D     | Kris Stadsgaard     |
| 5  | Islanda (bandiera)   | D     | Sölvi Ottesen       |
| 6  | Brasile (bandiera)   | C     | Claudemir           |
| 7  | Norvegia (bandiera)  | A     | Mustafa Abdellaoue  |
| 8  | Norvegia (bandiera)  | C     | Christian Grindheim |
| 9  | Belgio (bandiera)    | A     | Igor Vetokele       |
| 11 | Brasile (bandiera)   | A     | César Santin        |
| 12 | Danimarca (bandiera) | C     | Daniel Jensen       |
| 12 | Svezia (bandiera)    | D     | Peter Larsson       |
| 13 | Senegal (bandiera)   | A     | Pape Paté Diouf     |
| 14 | Senegal (bandiera)   | A     | Dame N'Doye         |
| 15 | Danimarca (bandiera) | D     | Michael Jakobsen    |
| 16 | Danimarca (bandiera) | C     | Thomas Kristensen   |
| 17 | Islanda (bandiera)   | C     | Ragnar Sigurðsson   |
| 18 | Danimarca (bandiera) | A     | Nicolai Jørgensen   |

| N. |                       | Ruolo | Calciatore           |
| -- | --------------------- | ----- | -------------------- |
| 19 | Islanda (bandiera)    | C     | Rúrik Gíslason       |
| 19 | Costa Rica (bandiera) | C     | Bryan Oviedo         |
| 20 | Danimarca (bandiera)  | C     | Martin Vingaard      |
| 21 | Svezia (bandiera)     | P     | Johan Wiland         |
| 22 | Danimarca (bandiera)  | C     | Johan Absalonsen     |
| 23 | Danimarca (bandiera)  | A     | Søren Frederiksen    |
| 24 | Danimarca (bandiera)  | C     | Youssef Toutouh      |
| 25 | Danimarca (bandiera)  | D     | Christoffer Remmer   |
| 26 | Costa Rica (bandiera) | D     | Cristian Gamboa      |
| 27 | Danimarca (bandiera)  | C     | Thomas Delaney       |
| 28 | Danimarca (bandiera)  | C     | Martin Bergvold      |
| 29 | Danimarca (bandiera)  | A     | Andreas Cornelius    |
| 30 | Costa Rica (bandiera) | C     | Cristian Bolaños     |
| 31 | Danimarca (bandiera)  | P     | Jakob Busk           |
| 32 | Danimarca (bandiera)  | A     | Danny Awankwaa       |
| 33 | Danimarca (bandiera)  | C     | Casper Højer Nielsen |
| 34 | Danimarca (bandiera)  | C     | Mads Aaquist         |
| 38 | Danimarca (bandiera)  | C     | Mikkel Wohlgemuth    |

## Calciomercato

### Sessione estiva(dal 01/07 al 31/08)
| Acquisti | Acquisti          | Acquisti         | Acquisti      |
| R.       | Nome              | da               | Modalità      |
| -------- | ----------------- | ---------------- | ------------- |
| D        | Michael Jakobsen  | Almería          | definitivo    |
| C        | Martin Bergvold   | Lyngby           | fine prestito |
| C        | Rúrik Gíslason    | Odense           | definitivo    |
| A        | Nicolai Jørgensen | Bayer Leverkusen | prestito      |
| A        | Igor Vetokele     | Cercle Bruges    | definitivo    |

| Cessioni | Cessioni          | Cessioni        | Cessioni   |
| R.       | Nome              | a               | Modalità   |
| -------- | ----------------- | --------------- | ---------- |
| D        | Cristian Gamboa   | Rosenborg       | prestito   |
| D        | Mathias Jørgensen |                 | svincolato |
| D        | Peter Larsson     | Helsingborg     | definitivo |
| D        | Bryan Oviedo      | Everton         | definitivo |
| C        | Johan Absalonsen  | SønderjyskE     | definitivo |
| C        | Martin Bergvold   | Esbjerg         | definitivo |
| C        | Youssef Toutouh   | Esbjerg         | prestito   |
| A        | Pape Paté Diouf   | Molde           | prestito   |
| A        | Dame N'Doye       | Lokomotiv Mosca | definitivo |
| A        | Morten Nordstrand |                 | svincolato |

### Sessione invernale(dal 01/01 al 31/01)
| Acquisti | Acquisti        | Acquisti | Acquisti      |
| R.       | Nome            | da       | Modalità      |
| -------- | --------------- | -------- | ------------- |
| C        | Daniel Jensen   |          | svincolato    |
| A        | Pape Paté Diouf | Molde    | fine prestito |

| Cessioni | Cessioni            | Cessioni  | Cessioni   |
| R.       | Nome                | a         | Modalità   |
| -------- | ------------------- | --------- | ---------- |
| D        | Cristian Gamboa     | Rosenborg | definitivo |
| C        | Christian Grindheim | Vålerenga | prestito   |
| A        | Mustafa Abdellaoue  | Vålerenga | prestito   |
| A        | Søren Frederiksen   | Aalborg   | definitivo |

## Risultati

### Superligaen
| Arbitro: | Kehlet |

|                                          |           |                       |
| Santin 75’, 90’ Cornelius 78’ Oviedo 86’ | Marcatori | 9’ Igboun 54’ Janssen |

| Arbitro: | Tykgaard |

|               |           |                |
| Héðinsson 25’ | Marcatori | 31’ Abdellaoue |

| Arbitro: | Nystrup Kragh |

|                                         |           |  |
| Cornelius 40’ Santin 60’ Abdellaoue 90’ | Marcatori |  |

| Arbitro: | Rasmussen |

|                 |           |                            |
| J. Ankersen 65’ | Marcatori | 33’ Vingaard 61’ Cornelius |

| Arbitro: | Johansen |

|                                      |           |  |
| Santin 57’, 80’ (rig.) Cornelius 63’ | Marcatori |  |

| Arbitro: | Hansen |

|               |           |             |
| Jørgensen 53’ | Marcatori | 84’ Goodson |

| Arbitro: | Svendsen |

|                          |           |                                         |
| Schwartz 39’, 61’ (rig.) | Marcatori | 58’ Jørgensen 90’ Cornelius 90’ Ottesen |

| Arbitro: | Tykgaard |

|                            |           |                            |
| Johansson 50’ Gíslason 67’ | Marcatori | 6’ Cornelius 64’ Jørgensen |

| Arbitro: | Hansen |

|                            |           |                        |
| Vetokele 72’ Cornelius 79’ | Marcatori | 45’ (aut.) Christensen |

| Arbitro: | Rasmussen |

|                                                    |           |  |
| Cornelius 12’, 18’ Jørgensen 22’, 33’ Vingaard 75’ | Marcatori |  |

| Arbitro: | Jensen |

|            |           |               |
| Nworuh 33’ | Marcatori | 28’ Cornelius |

| Arbitro: | Larsen |

|                      |           |                          |
| J. Ankersen 35’, 87’ | Marcatori | 55’ Santin 58’ Jørgensen |

| Arbitro: | Kehlet |

|                |           |  |
| Stadsgaard 12’ | Marcatori |  |

| Arbitro: | Rasmussen |

|               |           |  |
| Kielstrup 34’ | Marcatori |  |

| Arbitro: | Svendsen |

|  |           |                            |
|  | Marcatori | 40’ Bolaños 45’ Stadsgaard |

| Arbitro: | Christoffersen |

|                                                         |           |  |
| Jørgensen 7’, 12’ Petersen 24’ (aut.) Santin 42’ (rig.) | Marcatori |  |

| Arbitro: | Tykgaard |

|                             |           |           |
| Sigurðsson 4’ Jørgensen 24’ | Marcatori | 62’ Albæk |

| Arbitro: | Hansen |

|               |           |                    |
| Héðinsson 31’ | Marcatori | 48’, 78’ Cornelius |

| Arbitro: | Larsen |

|                              |           |  |
| Cornelius 11’ Sigurðsson 25’ | Marcatori |  |

| Arbitro: | Johansen |

|                                           |           |                     |
| Delaney 24’ Santin 38’, 52’ Cornelius 90’ | Marcatori | 76’ (rig.) Beckmann |

| Arbitro: | Kehlet |

|                      |           |                                              |
| Larsen 27’ Bodul 34’ | Marcatori | 11’ (aut.) Høegh 54’ Jørgensen 70’ Claudemir |

| Arbitro: | Johansen |

|                                  |           |               |
| Jørgensen 28’ Cornelius 39’, 76’ | Marcatori | 80’ Mikkelsen |

| Arbitro: | Kristoffersen |

|                          |           |           |
| Santin 29’ Claudemir 90’ | Marcatori | 17’ Takyi |

| Arbitro: | Hansen |

|                    |           |                          |
| Andersson 37’, 72’ | Marcatori | 76’ Santin 90’ Cornelius |

| Arbitro: | Poulsen |

|            |           |  |
| Pourié 79’ | Marcatori |  |

| Arbitro: | Johansen |

|               |           |          |
| Bengtsson 50’ | Marcatori | 38’ Ruud |

| Arbitro: | Kehlet |

|                           |           |                                          |
| Mtiliga 7’ Nordstrand 26’ | Marcatori | 5’ Sigurðsson 66’ Vetokele 78’ Cornelius |

| Arbitro: | Johansen |

|                     |           |             |
| Helenius 41’ (rig.) | Marcatori | 48’ Bolaños |

| Copenaghen 28 aprile 2013, ore 19:00 29ª giornata | Copenaghen | 0 – 0 referto | Aarhus | Parken Stadium (20.670 spett.)\| Arbitro: \| Tykgaard \| |
| Arbitro:                                          | Tykgaard   |               |        |                                                          |

| Brøndby 5 maggio 2013, ore 19:00 30ª giornata | Brøndby | 0 – 0 referto | Copenaghen | Brøndby Stadion (21.031 spett.)\| Arbitro: \| Hansen \| |
| Arbitro:                                      | Hansen  |               |            |                                                         |

| Arbitro: | Rasmussen |

|  |           |                                 |
|  | Marcatori | 20’ P. Ankersen 57’ Braithwaite |

| Arbitro: | Jensen |

|          |           |  |
| Boya 89’ | Marcatori |  |

| Arbitro: | Larsen |

|              |           |             |
| Vetokele 37’ | Marcatori | 52’ Lodberg |

### Coppa di Danimarca
| Fredericia 26 settembre 2012, ore 19:00 Terzo turno | Fredericia | 0 – 3 referto | Copenaghen | Monjasa Park |

| Arbitro: | Larsen |

|  |           |                                       |
|  | Marcatori | 36’ Awankwaa 52’ Santin 86’ Cornelius |

| Arbitro: | Hansen |

|            |           |  |
| Jensen 92’ | Marcatori |  |

### Champions League
| Copenaghen 1º agosto 2012, ore 20:00 Terzo turno di qualificazione - Andata | Copenaghen | 0 – 0 referto | Club Bruges | Parken Stadium\| Arbitro: \| Hategan \| |
| Arbitro:                                                                    | Hategan    |               |             |                                         |

| Arbitro: | Koukoulakis |

|                       |           |                                      |
| Jordi 24’ Odjidja 66’ | Marcatori | 61’ Jørgensen 78’ Bolaños 90’ Santin |

| Arbitro: | Strahonja |

|            |           |  |
| Santin 38’ | Marcatori |  |

| Arbitro: | Královec |

|                        |           |  |
| Digne 43’ de Melo 105’ | Marcatori |  |

### Europa League
| Arbitro: | Munukka |

|                             |           |           |
| Claudemir 20’ Cornelius 74’ | Marcatori | 45’ Diouf |

| Arbitro: | Damato |

|                       |           |  |
| Sigurðsson 83’ (aut.) | Marcatori |  |

| Stoccarda 25 ottobre 2012, ore 21:05 Fase a gironi - 3ª giornata | Stoccarda | 0 – 0 referto | Copenaghen | Mercedes-Benz Arena\| Arbitro: \| Soares \| |
| Arbitro:                                                         | Soares    |               |            |                                             |

| Arbitro: | Thomson |

|  |           |                         |
|  | Marcatori | 75’ Ibišević 90’ Harnik |

| Arbitro: | Oliver |

|           |           |                                |
| Chima 62’ | Marcatori | 21’ (rig.) Santin 76’ Gíslason |

| Arbitro: | Göçek |

|              |           |             |
| Vetokele 87’ | Marcatori | 72’ Rusescu |

## Statistiche

### Statistiche di squadra
| Competizione       | Punti | In casa | In casa | In casa | In casa | In casa | In casa | In trasferta | In trasferta | In trasferta | In trasferta | In trasferta | In trasferta | Totale | Totale | Totale | Totale | Totale | Totale | DR  |
| Competizione       | Punti | G       | V       | N       | P       | Gf      | Gs      | G            | V            | N            | P            | Gf           | Gs           | G      | V      | N      | P      | Gf     | Gs     | DR  |
| ------------------ | ----- | ------- | ------- | ------- | ------- | ------- | ------- | ------------ | ------------ | ------------ | ------------ | ------------ | ------------ | ------ | ------ | ------ | ------ | ------ | ------ | --- |
| Superligaen        | 65    | 17      | 12      | 4       | 1       | 38      | 12      | 16           | 6            | 7            | 3            | 24           | 20           | 33     | 18     | 11     | 4      | 62     | 32     | +30 |
| Coppa di Danimarca | -     | 0       | 0       | 0       | 0       | 0       | 0       | 3            | 2            | 0            | 1            | 6            | 1            | 3      | 2      | 0      | 1      | 6      | 1      | +5  |
| Champions League   | -     | 2       | 1       | 1       | 0       | 1       | 0       | 2            | 1            | 0            | 1            | 3            | 4            | 4      | 2      | 1      | 1      | 4      | 4      | 0   |
| Europa League      | -     | 3       | 1       | 1       | 1       | 3       | 4       | 3            | 1            | 1            | 1            | 2            | 2            | 6      | 2      | 2      | 2      | 5      | 6      | -1  |
| Totale             | -     | 17      | 5       | 3       | 9       | 31      | 31      | 20           | 8            | 5            | 7            | 34           | 35           | 37     | 13     | 8      | 16     | 65     | 66     | -1  |

### Statistiche dei giocatori
| Giocatore      | Superligaen | Superligaen | Superligaen | Superligaen | Coppa di Danimarca | Coppa di Danimarca | Coppa di Danimarca | Coppa di Danimarca | Champions League | Champions League | Champions League | Champions League | Totale   | Totale | Totale      | Totale     |
| Giocatore      | Presenze    | Reti        | Ammonizioni | Espulsioni  | Presenze           | Reti               | Ammonizioni        | Espulsioni         | Presenze         | Reti             | Ammonizioni      | Espulsioni       | Presenze | Reti   | Ammonizioni | Espulsioni |
| -------------- | ----------- | ----------- | ----------- | ----------- | ------------------ | ------------------ | ------------------ | ------------------ | ---------------- | ---------------- | ---------------- | ---------------- | -------- | ------ | ----------- | ---------- |
| M. Aaquist     | 1           | 0           | 0           | 0           | ?                  | ?                  | ?                  | ?                  | 0                | 0                | 0                | 0                | 1+       | 0+     | 0+          | 0+         |
| M. Abdellaoue  | 5           | 2           | 0           | 0           | ?                  | ?                  | ?                  | ?                  | 0                | 0                | 0                | 0                | 5+       | 2+     | 0+          | 0+         |
| J. Absalonsen  | 0           | 0           | 0           | 0           | ?                  | ?                  | ?                  | ?                  | 0                | 0                | 0                | 0                | 0+       | 0+     | 0+          | 0+         |
| D. Awankwaa    | 9           | 0           | 1           | 0           | ?                  | ?                  | ?                  | ?                  | 0+1              | 0                | 0                | 0                | 10+      | 0+     | 1+          | 0+         |
| P. Bengtsson   | 29          | 1           | 2           | 0           | ?                  | ?                  | ?                  | ?                  | 3+6              | 0                | 0                | 0                | 38+      | 1+     | 2+          | 0+         |
| M. Bergvold    | 2           | 0           | 0           | 0           | ?                  | ?                  | ?                  | ?                  | 0                | 0                | 0                | 0                | 2+       | 0+     | 0+          | 0+         |
| C. Bolaños     | 23          | 2           | 0           | 0           | ?                  | ?                  | ?                  | ?                  | 4+4              | 1+0              | 0+1              | 0                | 31+      | 3+     | 1+          | 0+         |
| K. Christensen | 12          | 0           | 0           | 0           | ?                  | ?                  | ?                  | ?                  | 0+4              | 0                | 0                | 0                | 16+      | 0+     | 0+          | 0+         |
| Claudemir      | 31          | 2           | 3           | 2           | ?                  | ?                  | ?                  | ?                  | 4+6              | 1+0              | 2+0              | 0                | 41+      | 3+     | 5+          | 2+         |
| A. Cornelius   | 32          | 18          | 3           | 0           | ?                  | ?                  | ?                  | ?                  | 4+6              | 0+1              | 0+1              | 0                | 42+      | 19+    | 4+          | 0+         |
| T. Delaney     | 21          | 1           | 7           | 0           | ?                  | ?                  | ?                  | ?                  | 2+6              | 0                | 0+2              | 0                | 29+      | 1+     | 9+          | 0+         |
| P. Diouf       | 0           | 0           | 0           | 0           | ?                  | ?                  | ?                  | ?                  | 0                | 0                | 0                | 0                | 0+       | 0+     | 0+          | 0+         |
| S. Frederiksen | 0           | 0           | 0           | 0           | ?                  | ?                  | ?                  | ?                  | 0                | 0                | 0                | 0                | 0+       | 0+     | 0+          | 0+         |
| C. Gamboa      | 0           | 0           | 0           | 0           | ?                  | ?                  | ?                  | ?                  | 0                | 0                | 0                | 0                | 0+       | 0+     | 0+          | 0+         |
| R. Gíslason    | 14          | 0           | 1           | 0           | ?                  | ?                  | ?                  | ?                  | 0+4              | 0+1              | 0                | 0                | 18+      | 1+     | 1+          | 0+         |
| C. Grindheim   | 7           | 0           | 0           | 0           | ?                  | ?                  | ?                  | ?                  | 1+2              | 0                | 0                | 0                | 10+      | 0+     | 0+          | 0+         |
| L. Jacobsen    | 30          | 0           | 1           | 0           | ?                  | ?                  | ?                  | ?                  | 4+6              | 0                | 0+1              | 0                | 40+      | 0+     | 2+          | 0+         |
| M. Jakobsen    | 7           | 0           | 3           | 0           | ?                  | ?                  | ?                  | ?                  | 0                | 0                | 0                | 0                | 7+       | 0+     | 3+          | 0+         |
| D. Jensen      | 10          | 0           | 3           | 0           | ?                  | ?                  | ?                  | ?                  | 0                | 0                | 0                | 0                | 10+      | 0+     | 3+          | 0+         |
| J. Jensen      | 1           | 0           | 0           | 0           | ?                  | ?                  | ?                  | ?                  | 0                | 0                | 0                | 0                | 1+       | 0+     | 0+          | 0+         |
| N. Jørgensen   | 27          | 11          | 7           | 0           | ?                  | ?                  | ?                  | ?                  | 4+4              | 1+0              | 0                | 0                | 35+      | 12+    | 7+          | 0+         |
| T. Kristensen  | 27          | 0           | 4           | 0           | ?                  | ?                  | ?                  | ?                  | 4+6              | 0                | 1+0              | 0                | 37+      | 0+     | 5+          | 0+         |
| P. Larsson     | 0           | 0           | 0           | 0           | ?                  | ?                  | ?                  | ?                  | 0                | 0                | 0                | 0                | 0+       | 0+     | 0+          | 0+         |
| D. N'Doye      | 0           | 0           | 0           | 0           | ?                  | ?                  | ?                  | ?                  | 0                | 0                | 0                | 0                | 0+       | 0+     | 0+          | 0+         |
| C. Nielsen     | 0           | 0           | 0           | 0           | ?                  | ?                  | ?                  | ?                  | 0                | 0                | 0                | 0                | 0+       | 0+     | 0+          | 0+         |
| S. Ottesen     | 6           | 1           | 3           | 0           | ?                  | ?                  | ?                  | ?                  | 2+0              | 0                | 0                | 0                | 8+       | 1+     | 3+          | 0+         |
| B. Oviedo      | 6           | 1           | 1           | 0           | ?                  | ?                  | ?                  | ?                  | 0                | 0                | 0                | 0                | 6+       | 1+     | 1+          | 0+         |
| C. Remmer      | 4           | 0           | 0           | 0           | ?                  | ?                  | ?                  | ?                  | 0                | 0                | 0                | 0                | 4+       | 0+     | 0+          | 0+         |
| C. Santin      | 32          | 11          | 1           | 0           | ?                  | ?                  | ?                  | ?                  | 4+6              | 2+1              | 0                | 0                | 42+      | 14+    | 1+          | 0+         |
| R. Sigurðsson  | 31          | 3           | 2           | 0           | ?                  | ?                  | ?                  | ?                  | 4+6              | 0                | 1+0              | 0                | 41+      | 3+     | 3+          | 0+         |
| K. Stadsgaard  | 27          | 2           | 3           | 0           | ?                  | ?                  | ?                  | ?                  | 2+6              | 0                | 1+0              | 0                | 35+      | 2+     | 4+          | 0+         |
| Y. Toutouh     | 0           | 0           | 0           | 0           | ?                  | ?                  | ?                  | ?                  | 0                | 0                | 0                | 0                | 0+       | 0+     | 0+          | 0+         |
| I. Vetokele    | 15          | 3           | 0           | 0           | ?                  | ?                  | ?                  | ?                  | 1+2              | 0+1              | 1+0              | 0                | 18+      | 4+     | 1+          | 0+         |
| M. Vingaard    | 19          | 2           | 3           | 0           | ?                  | ?                  | ?                  | ?                  | 3+2              | 0                | 1+1              | 0                | 24+      | 2+     | 5+          | 0+         |
| J. Wiland      | 21          | 0           | 0           | 0           | ?                  | ?                  | ?                  | ?                  | 4+2              | 0                | 0+1              | 0                | 27+      | 0+     | 1+          | 0+         |
| M. Wohlgemuth  | 1           | 0           | 0           | 0           | ?                  | ?                  | ?                  | ?                  | 0                | 0                | 0                | 0                | 1+       | 0+     | 0+          | 0+         |